# Die silberne Spinne
Die drei ??? und die silberne Spinne (Originaltitel The Mystery of the Silver Spider) ist ein 1967 (in Deutschland 1981) erschienener Jugendkrimi von Robert Arthur und der achte Band der Jugendbuchreihe Die drei ???. Die Hörspielfassung dazu erschien ebenfalls 1981.

## Inhalt
Die deutsche Übersetzung weicht inhaltlich deutlich vom amerikanischen Original ab. Der Handlungsschauplatz wurde verändert, was eine Reihe anderer Veränderungen nach sich zog.

### Inhalt (Originalausgabe)
Nachdem der König gestorben ist, soll Prinz Djaro König im fiktiven europäischen Land Varania werden, einem Land, das immer noch sehr an alten Traditionen und Regelungen hängt. Jupiter, Peter und Bob treffen Djaro auf seiner Reise durch die Vereinigten Staaten und freunden sich mit ihm an. Jedoch erfahren sie schon kurze Zeit später von Bert Young, einem Agenten des US-Außenministeriums, dass es mit Djaros Thronfolge nicht so gut aussieht, wie es scheint. Der vorübergehende König Duke Stefan, der regiert, bis Djaro die Thronfolge antreten kann, scheint hinter einer Verschwörung gegen Djaro zu stecken.
Als die jungen Detektive nach Varania reisen, um Djaro zu helfen, wird ihnen der Diebstahl der silbernen Spinne, dem ideologischen und daher sehr wichtigen Nationalschatz des Landes, in die Schuhe geschoben. Sie müssen fliehen und ihre Unschuld beweisen. Dabei treffen sie Rudy und Elena, zwei Freunde von Djaro und Mitglieder einer Gruppe, deren Geschichte eng mit der silbernen Spinne und dem Königshaus verbunden ist. Mit deren Hilfe können sie Duke Stefan entrinnen und sogar aufgrund einer historischen Legende die Revolution im Land ausrufen, um damit Djaro zu seinem rechtmäßigen Thron zu verhelfen. Für ihre Hilfe werden die drei Detektive zu Ehrenbürgern von Varania und Rittern des Landes ernannt.

### Inhalt (deutsche Ausgabe)
Nachdem sein Vater gestorben ist, soll Lars Holmqvist Erbe der fiktiven Magnus-Werke in Magnusstad werden, einer kleinen schwedischen Kolonie in Texas, die vor allem von Mitarbeitern der Werke bewohnt wird. In Magnusstad spielen alte Traditionen und Regelungen, die aus Schweden stammen, immer noch eine große Rolle. Justus, Peter und Bob begegnen Lars auf seiner Reise durch die USA und freunden sich mit ihm an. Er lädt sie später dazu ein, seiner Ernennung zum Geschäftsführer beizuwohnen. Jedoch erfahren sie schon kurze Zeit später von Lars’ Juristen Dr. Björklund, dass es mit Lars’ Erbe nicht so gut aussieht, wie es scheint. Der vorübergehende Geschäftsführer, bis Lars das Erbe antreten kann, Staffan Forsberg, scheint hinter einer Verschwörung gegen Lars zu stecken.
Als die Jungen nach Magnusstad reisen, um Lars zu helfen, wird ihnen der Diebstahl der für die Stadt sehr wichtigen silbernen Spinne in die Schuhe geschoben und zudem Industriespionage vorgeworfen. Sie müssen fliehen und ihre Unschuld beweisen. Dabei treffen sie Bengt und Britta, zwei Freunde von Lars, die einer geheimen, hinter Lars stehenden Vereinigung, dem Spelmansförbund, angehören. Als der Werkschutz sie immer mehr in die Enge getrieben hat, fliehen Justus, Peter und Bob mit ihren Helfern schließlich in die Kirche der Stadt. Dort läuten sie die historisch bedeutsame Magnus-Glocke, welche der Legende nach in Zeiten der Not als Warnzeichen geschlagen wurde. Dadurch werden viele Bewohner der Stadt auf die Vorgänge aufmerksam und wenden sich gegen Forsberg, dessen Macht daraufhin zusammenbricht. Nachdem die drei Detektive den Fall erfolgreich gelöst haben, bekommen sie von Lars jeweils eine Nachbildung der silbernen Spinne geschenkt und werden zudem Ehrenbürger von Magnusstad.

## Kritik
Einzelne Kritiken fielen eher durchschnittlich aus, ein häufiger Kritikpunkt war die fehlende Atmosphäre, die sich nicht aufbaut, da sich der Leser nichts unter der fiktiven Kolonie vorstellen könne sowie die etwas übertriebene Story. Der Benutzer Titus von Rocky-Beach.com schrieb zum Buch:
„Robert Arthur hatte vielleicht ’67 den Erfolg der damals noch jungen James-Bond-Serie vor Augen. Man denke nur an das in der Kamera versteckte Aufnahmegerät […]. Oder an den Handlungsstrang: langsames Herantasten an den Gegner, Gefangennahme, Flucht und grandioses Finale mit dem Läuten der Glocken. Nichtsdestoweniger, ich mag diese Folge. Allein die Idee der silbernen Spinne verdient Höchstachtung – und haben wir nicht auch gelernt, wie nützlich Spinnen sind…“

## Auflagen
Verkaufszahlen gab Kosmos zwar nicht bekannt, aber anhand der Angaben in den Büchern weiß man, dass es zwischen 1981 und 1989 insgesamt sieben Auflagen gab. In den ersten fünf Auflagen war die Anzahl der Exemplare angegeben – insgesamt waren es 155.000 Exemplare. Daraus ist zu schließen, dass sich das Buch im Vergleich zu anderen eher weniger gut verkauft hat. 2009 erschien … und die silberne Spinne als Teil der Classic Edition, in der alle Bücher aus der Hand von Robert Arthur neu aufgelegt wurden.

## Besonderheiten
Das besondere an dieser Folge ist, dass die Handlung für die deutsche Übersetzung von Europa nach Texas verlegt wurde. In den originalen The-Three-Investigators-Geschichten ist dies das einzige Mal, dass sich die drei Fragezeichen auf einem anderen Kontinent befinden. Nach 14 Jahren wurde das Originalbuch übersetzt. Die Änderungen für die deutsche Ausgabe stammen von der Übersetzerin Leonore Puschert. Sie hat sich für eine schwedische Kolonie entschieden, weil sie selbst die schwedische Sprache beherrscht.
Es handelt sich um eine der wenigen Folgen, in denen sich die drei Fragezeichen – zumindest in der amerikanischen Originalfassung – außerhalb der Vereinigten Staaten befinden.
Ferner stellt Die silberne Spinne noch eine der wenigen Folgen dar, in denen ein fiktiver Staat vorkommt. Neben dem europäischen Varania existieren noch Nanda (Der Doppelgänger, 1978) und Ndalu (Das brennende Schwert, 1997), beides britische Kolonien in Afrika, die ihre Unabhängigkeit erlangt haben, beziehungsweise erlangen sollen, sowie der Inselstaat Ruffino (Der Zauberspiegel, 1974).

## Spätere Bezüge
Als die drei Fragezeichen in der späteren Episode Das leere Grab beim Aufräumen der Zentrale die Spinnen finden, erinnern sie sich unter anderem an dieses Abenteuer. In der Episode Skateboard-Fieber wird den drei Fragezeichen die Akte über diesen Fall entwendet.